# Courcelles-en-Barrois
Courcelles-en-Barrois är en kommun i departementet Meuse i regionen Grand Est (tidigare regionen Lorraine) i nordöstra Frankrike. Kommunen ligger i kantonen Pierrefitte-sur-Aire som tillhör arrondissementet Commercy. År 2022 hade Courcelles-en-Barrois 51 invånare.

## Befolkningsutveckling
Antalet invånare i kommunen Courcelles-en-Barrois
| Referens: INSEE |